# Comuna Concești, Botoșani
Concești este o comună în județul Botoșani, Moldova, România, formată din satele Concești (reședința) și Movileni.
Comuna Concești este situată în nord-estul județului Botoșani, pe cursurile văilor Conceasca și Langa. Comuna are în componență 2 sate: Concești, reședința de comună și Movileni.

## Demografie
Componența etnică a comunei Concești
     Români (96,97%)
     Alte etnii (0%)
     Necunoscută (3,03%)
Componența confesională a comunei Concești
     Ortodocși (87,58%)
     Adventiști (7,58%)
     Alte religii (1,8%)
     Necunoscută (3,03%)
Conform recensământului efectuat în 2021, populația comunei Concești se ridică la 1.780 de locuitori, în creștere față de recensământul anterior din 2011, când fuseseră înregistrați 1.761 de locuitori. Majoritatea locuitorilor sunt români (96,97%), iar pentru 3,03% nu se cunoaște apartenența etnică. Din punct de vedere confesional, majoritatea locuitorilor sunt ortodocși (87,58%), cu o minoritate de adventiști (7,58%), iar pentru 3,03% nu se cunoaște apartenența confesională.

## Politică și administrație
Comuna Concești este administrată de un primar și un consiliu local compus din 11 consilieri. Primarul, Maria Ilaș[*],  politician independent, este în funcție din 1 noiembrie 2024. Începând cu alegerile locale din 2024, consiliul local are următoarea componență pe partide politice:
|  | Partid                          | Consilieri | Componența Consiliului | Componența Consiliului | Componența Consiliului | Componența Consiliului | Componența Consiliului |
|  | ------------------------------- | ---------- | ---------------------- | ---------------------- | ---------------------- | ---------------------- | ---------------------- |
|  | Partidul Social Democrat        | 5          |                        |                        |                        |                        |                        |
|  | Partidul Național Liberal       | 3          |                        |                        |                        |                        |                        |
|  | Partidul PRO România            | 1          |                        |                        |                        |                        |                        |
|  | Alianța pentru Unirea Românilor | 1          |                        |                        |                        |                        |                        |
|  | Partidul Puterii Umaniste       | 1          |                        |                        |                        |                        |                        |